# Växjö Lakers HC
Växjö Lakers HC este un club de hochei pe gheață din Växjö, Suedia, fondat in 1997.

## Palmares
- Campioana Suediei:
  - Câștigătoare: 2015[1], 2018